# Dianjiang
Dianjiang, tidigare stavat Tienkiang, är ett härad i Chongqings storstadsområde i sydvästra Kina.
Dianjiang härad tillhörde tidigare Sichuan-provinsen, men överfördes till Chongqing när staden fick provinsstatus 1997.

## Administrativ indelning
Häradet är indelat i två stadsdelsdistrikt, 22 köpingar och två socknar.
Stadsdelsdistrikt (jiedao):

- Guixi (桂溪街道)
- Guiyang (桂阳街道)

Köpingar (zhen):

- Baijia (白家镇)
- Baojia (包家镇)
- Caohui (曹回镇)
- Changlong (长龙镇)
- Chengxi (澄溪镇)
- Gangjia (杠家镇)
- Gao'an (高安镇)
- Gaofeng (高峰镇)
- Heyou (鹤游镇)
- Huangsha (黄沙镇)
- Peixing (裴兴镇)
- Pingshan (坪山镇)
- Pushun (普顺镇)
- Sanxi (三溪镇)
- Shaping (沙坪镇)
- Taiping (太平镇)
- Wudong (五洞镇)
- Xinmin (新民镇)
- Yantai (砚台镇)
- Yong'an (永安镇)
- Yongping (永平镇)
- Zhoujia (周嘉镇)

Socknar (xiang):

- Dashi (大石乡)
- Shahe (沙河乡)